# Togölen (Lönneberga socken, Småland)
Togölen är en sjö i Hultsfreds kommun i Småland och ingår i Emåns huvudavrinningsområde.